# Oeuvre van Franz Liszt

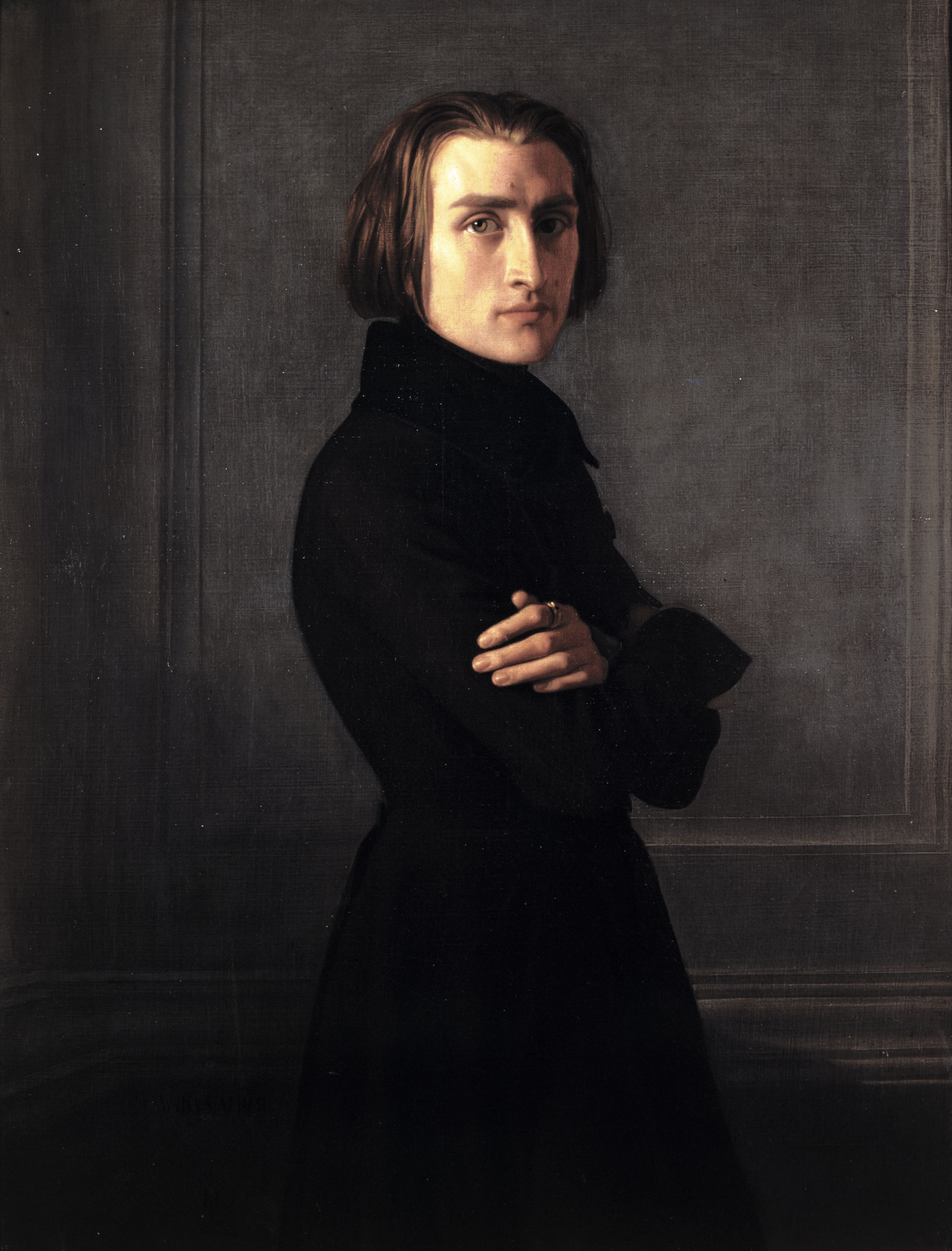
Franz Liszt

Hieronder volgt een lijst van werken van Franz Liszt. De werken zijn gerangschikt op werken voor koor en orkest, werken voor orkest, werken voor solo-piano, werken voor solo-piano en orkest, werken voor orgel en overige werken. Humphrey Searle (1915-1982) maakte in 1966 een overzicht van de werken van Franz Liszt, zijn nummering wordt aangeduid met "S.".

## Werken voor koor en orkest
- Die Legende von der Heiligen Elisabeth ('De legende van de heilige Elisabeth') (tekst: Roquette), voor solostemmen, koor en orkest, Oratorium, 1857/62 (S.2);
- Christus, Oratorium, (1e deel: kerstoratorium; 2e deel: na Epiphania; 3e deel: Passie en wederopstanding), voor solostemmen, koor, orgel en orkest, 1862/7 (S.3);
- Cantico del Sol di San Francesco d’Assisi ('Zonnelied van Sint Fansiscus van Assisi'), voor solostemmen, koor, orgel en orkest, 1862, revisie 1880/1 (S.4);
- Die heilige Cäcilia, legende ('de heilige Cecilia')(tekst: de Girardin), voor solostemmen, koor en orkest, 1874 (S.5);
- Die Glocken des Strassburger Münsters (naar Longfellow). 1. Voorspel: Excelsior; 2. De Klokken; voor solostemmen, koor en orkest 1879 (S.6);
- Cantantibus organis. Antifonia per la festa di Sta. Cecila, voor solostemmen, koor en orkest 1879 (S.7);
- Ungarische Krönungsmesse, ('Hongaarse Kroningsmis') voor solostemmen, koor en orkest, 1867 (S.11);
- Der 13. Psalm, (De 13e psalm) voor solostemmen, koor en orkest, 1855, revisie 1859 (S.13);
- Der 18. Psalm, (De 18e psalm) voor mannenkoor en orkest 1860 (S.14);
- St. Stanislaus (tekst van Liszt), voor solostemmen, koor en orkest, Oratorium, 1874/86, 4 delen waarvan de delen 2 en 3 niet werden gecomponeerd.

## Werken voor orkest
- 13 symfonische gedichten, beschreven in De symfonische gedichten van Franz Liszt
  - Ce qu'on entend sur la montagne, S95 ('Wat men op de berg hoort'), drie versies: 1848/9, 1850, 1854;
  - Tasso, lamento et triomfo, S96 ('Tasso, klaagzang en triomf'), drie versies: 1849. 1850/1, 1854;
  - Les Préludes, S97 (d’après Lamartine), drie versies: 1848, circa 1854;
  - Orpheus, S98, 1853/4;
  - Prometheus, S99, twee versies: 1850, 1855 (ook bekend als Ouvertüre zu Chöre zu Herders Entfesseltem Prometheus für Soli, Chor & Orchester);
  - Mazeppa, S100, twee versies: 1849/50, 1854;
  - Festklänge, S101, ('Feestklanken') 1853;
  - Heroïde funèbre, S102, twee versies: 1849/50, circa 1854;
  - Hungaria, S103, 1854;
  - Hamlet, S104, 1858;
  - Hunnenschlacht, S105 ('De moord op de Hunnen') nach Kaulbach, 1856/7;
  - Die Ideale, S106 ('De idealen')(naar Friedrich Schiller), 1857;
  - Von der Wiege bis zur Grabe, S107,('Van de wieg tot het graf') 1881/2;
- 4 Märsche (Schubert D818, 819, 968b) ('4 Marsen'), 1859;
- Eine Faust Symphonie in drei Charakterbildern (naar Goethe, 'Een faustsymfonie in drie karakterbeelden'). 1. Faust; 2. Gretchen; 3. Mephistopheles, met slotkoor “Alles vergängliche ist nur ein Gleichnis” ('Al het vergankelijke is slechts een gelijkenis'), 1854/7 (S.108);
- Eine Symphonie zu Dantes Divina Commedia ('Een symfonie naar Dantes Divina Comedia'). 1. Inferno ('De Hel'); 2. Purgatorio ('Vagevuur'). 1855/6 (S.109);
- Künstlerfestzug zur Schillerfeier 1859, 1857 (S.114);
- Festvorspiel, 1856 (S.226);
- Festmarsch zur Goethejubiläumsfeier, twee versies: 1849, 1857 (S.115);
- Huldigungsmarsch, 1857 (S.228);
- Festmarsch nach Motiven von E.H.z.S.-C.-G, ca. 1859 (S.116);
- 2 Episoden aus Lenau's Faust. 1. Der nächtlige Zug; 2. Der Tanz in der Dorfschenke (1. Mephisto Walzer). 1860 (S.110);
- Vom Fels zum Meer. Deutscher Siegesmarsch, 1860 (S.229);
- Zwei Legenden. 1. St. Francois d’Assisi. La prédication aux oiseaux; 2. St. Francois de Paule marchant sur les flots, 1863 (S.175);
- Vexilla regis prodeunt, 1864 (S.185);
- Rákóczi Marsch, 1865 (S.117);
- Mazurkafantasie, 1865 (S.351);
- 2e Mephisto Waltz, 1880/1 (S.111);
- Trois odes funebres. 1. Les morts (Texte de Lamennais); 2. La notte (naar Michelangelo); 3. Le triomphe funebre de Tasse, 1860/6 (S.112);
- Salve Polonia. Interludium aus dem Oratorium St. Stanislaus, 1863 (S.113);
- A la chapelle Sixtine, 1862/6 (S.360);
- Ungarische Marsch zur Krönungsfeier in Ofen-Pest am 8. Juni 1867, 1870 (S.11);
- Szózat und Hymnus (naar Egressy & Erkel), 1870/3 (S.353);
- Ungarischer Sturmmarsch, 1875 (S.119);
- Ungarische Rhapsodien no.14, 12, 6, 2, 5, 9 (S.359);
- Zweite Ouvertüre zum Barbier von Bagdad (bewerking van het oorspronkelijke werk van Peter Cornelius), 1877 (S.352);
- Der Papsthymnus; Bendictus aus der Ungarischen Krönungsmesse für Violine & Orchester, 1875 (S.362);
- Danses Galiciennes (naar Zarembski), 1881 (S.364).

## Werken voor solo-piano en orkest
- Grande fantaisie symphonique (over thema's uit Lélio van Hector Berlioz), 1834 (S.120);
- De Profundis, circa 1834/5;
- Malédiction, 1835 (S.121);
- Fantasie über Motive aus Beethovens “Ruinen von Athens”, circa 1848/52 (S.122);
- Fantasie über ungarische Volksweisen, circa 1852 (S.123);
- Pianoconcert nr. 1 in Es-majeur, 1849 (S.124);
- Pianoconcert nr. 2 in A-majeur, 1839, 1849 (S.125);
- Totentanz, 2 versies uit 1849 en 1853 (S.126);
- Grand solo de concert, ca. 1850 (S.365);
- Grosse Fantasie (naar Franz Schuberts Wandererfantasie), circa 1851 (S.366);
- Polonaise brillante (naar Carl Maria von Weber), circa 1851 (S.367);
- Pianoconcert nr. 3, circa 1839 (S.125a);
- Ungarische Phantasie.

## Solo-piano
- Années de Pèlerinage, drie suites, 1837-1877, (S.160 t/m 163);
- Apparitions, 1834, (S.155);
- Ballades (S.170,171);
- Berceuse (S.174);
- Bagatelle sans tonalité, 1885, (S.216a);
- Consolations, 1849, (S.172);
- Dante Sonate oftewel "Après une Lecture du Dante: Fantasia Quasi Sonata", (publ. 1856), onderdeel van het 'tweede jaar' van de Années de Pèlerinage (S.158);[3].
- Deux études de concert, 1863 (S.145):
  - Gnomenreigen;
  - Waldesrauschen.
- Études d'exécution transcendante (Transcendentale Etudes), drie versies, 1824, 1838, 1851 (respectievelijk S.136, S.137 en S.139);
- Fantasieën;
- Grandes Etudes de Paganini, twee versies, comp. 1838, 1851, (voorlopig) opgenomen in: Études d'exécution transcendante (S.140, 141);
- Grand Galop Chromatique, op. 12, 1837 (S.219);
- Harmonies Poétiques et Religieuses (1e versie: S.172, 2e versie: S.173);
- 19 Hongaarse rapsodieën (waarvan een aantal voor orkest getranscribeerde versies deels van Liszt) (S.244);
- Legenden (zwei Legenden);
- Liebesträume, drie nocturnes, gepubliceerd in 1850 (S.541);
- Phantasie und Fuge über BACH (S.529);
- Pianosonate in b mineur (comp. 1852-1853, publ. 1854) (S.178);
- Polonaises, 1851 (S.223);
- Scherzo und Marsch, 1851 (S.177);
- Transcripties van diverse werken van verschillende componisten, waaronder:
  - opera-transcripties van onder anderen Wagner, Bellini, Verdi, Rossini en Mozart;
  - liedtranscripties van onder anderen Mendelssohn, Schumann en Schubert;
  - "Schuberts Märsche für das Pianoforte übertragen", S426, 1846 (Grande Marche funèbre (Trauermarsch), Grande Marche, Grande Marche caractéristique);
  - symfonie-transcripties van (onder anderen?) Beethoven;
  - overige transcripties van werken van onder anderen Bach en Schubert, waaronder "Soirées de Vienne"
- Trois études de concert (1848) (S.144);
- Variaties op verschillende thema's;
- Een aantal walsen, waaronder Mephisto-Walzer (S.514, 515, 215, 216), Première Valse Oubliée en Valse Impromptu (S.213).

## Orgel
- Fantasie en fuga op de koraal 'Ad nos, ad salutarum undam', uit de eerste akte van Giacomo Meyerbeer's opera Le prophète. Gecomponeerd in Weimar in 1850 (S.259)
- Präludium und Fuge über den Namen BACH, 1855; tweede versie 1870 (S.260)
- Variationen über 'Weinen, Klagen, Sorgen, Zagen' (van Bach), 1862

## Overige werken
- cantates
- missen
- psalmen
- wereldlijke koormuziek
- kamermuziek
  - La lugubre Gondola voor cello/viool en piano, 1882[4]. Geschreven toen de doodzieke Richard Wagner in Venetië bij Liszt op bezoek was. Bewerking van pianowerk met dezelfde titel.
- liederen

### Opera
- Don Sanche ou le Château d'amour, 1825 (S.1)

### Declamatorium
- Der traurige Mönch, voor spreekstem en piano, 1860 (S.348)

### Via crucis
- Via crucis, 1878-79

## Werken opgedragen aan Liszt
| A Abschieds-Rufe Walzer, Op.179 (Strauss Jr., Johann) Airs hongrois variés, Op.22 (Ernst, Heinrich Wilhelm) Allegro apassionato, Op.33 (Krzyżanowski, Ignacy) Allegro de concert (Lipiński, Felix) B Ballade, Op.9 (Meyer-Olbersleben, Max) Der Barbier von Bagdad (Cornelius, Peter) Bravourstudie No.1 nach einer Caprice von N. Paganini (Stradal, August) C 15 Canons in Kammerstyl, Op.1 (Kiel, Friedrich) 8 Cracoviennes, Op.2 (Noskowski, Zygmunt) E Elegy, Op.17 (Glazunov, Aleksandr) Etude de concert en octaves, Op.21 (Aggházy, Károly) 12 Études d'exécution transcendante, Op.11 (Lyapunov, Sergey) 6 Etudes pour la main gauche seule (Zichy, Géza) 6 Etudes (Elmas, Stephan) 10 Etudes, Op.10 (Chopin, Frédéric) 3 Etudes, Op.40 (Nicolai, Otto) F Fantaisie caractéristique sur un motif de 'Oberon', Op.59 (Parish-Alvars, Elias) Fantasie, Op.17 (Schumann, Robert) Der faule Hans (Ritter, Alexander) G Grand Concerto, Op.70 (Mayer, Charles) Grande Étude d'après Liszt Rhapsodie Hongroise No.2, V.7 (Vaitzman, Or) Grande Étude-Caprices, V.31 (Vaitzman, Or) Grande Fantaisie pour la main gauche sur 'Robert le Diable', Op.106 (Fumagalli, Adolfo) Grande valse brillante (Courjon, Eugène) I Impromptu in D-flat major, Op.93 (Cramer, Johann Baptist) Impromptus über Schubert'sche Themen, Op.13 (Mertke, Eduard) In the Steppes of Central Asia (Borodin, Aleksandr) L Le livre des sérénades (Ricordi, Giulio) M Marche héroïque de Szabadi (Massenet, Jules) Mass, Op.6 (Klose, Friedrich) Die Mechanik als Grundlage der Klavierspieltechnik (Köhler, Louis) Minerva, Grande Polonaise de Concert (Goldbeck, Robert) 3 Morceaux dans le Genre pathétique, Op.15 (Alkan, Charles-Valentin) 4 Morceaux de salon (Goldbeck, Robert) 5 Morceaux, Op.19 (Urspruch, Anton) Musikalische Bilder from Wagner's Parsifal (Rubinstein, Joseph) La musique en Russie (Cui, César) O Organ Sonata No.3, Op.23 (Ritter, August Gottfried) | O Ouverture de concert à grand orchestre (Fétis, François-Joseph) P Paraphrase du 4me Acte de 'Dom Sébastien', Op.31 (Kullak, Theodor) Pensées intimes, Op.91 (Lefébure-Wély, Louis James Alfred) La petite sonate (Artance, Félix) 4 Petits morceaux (Goldbeck, Robert) Phantasie-Variationen, Op.13 (Pflughaupt, Robert) Der Pianist im klassischen style, Op.856 (Czerny, Carl) Piano Concerto No.1, Op.2 (Albert, Eugen d') Piano Concerto No.1, Op.15 (MacDowell, Edward) Piano Concerto No.1, Op.32 (Scharwenka, Xaver) Piano Concerto, Op.30 (Rimsky-Korsakov, Nikolay) Piano Quintet No.2, Op.6 (Berwald, Franz) Piano Quintet, Op.34 (Zarębski, Juliusz) Piano Sonata No.1, Op.13 (Gobbi, Henri) Piano Sonata (Reubke, Julius) Piano Suite, Op.21 (Cui, César) Piano Trio No.2, Op.5 (Volkmann, Robert) Piano Trio, Op.2 (Franck, César) Piano Trio, Op.6 (Jensen, Adolf) Piano Trio, Op.10 (Azanchevsky, Mikhail) Piano Trio, Op.39 (Goldbeck, Robert) 6 Polonaises (Ogiński, Michał Kleofas) Polonaise (Bronsart von Schellendorff, Hans) R Rapsodie No.3 (Veldhuizen, Rick van) S Sakuntala, Op.9 (Weingartner, Felix) Scherzo capriccioso, Op.50 (Haberbier, Ernst) Scherzo-Caprice, Op.9 (Sherwood, William H.) 5 Schilflieder, Op.28 (Klughardt, August) Sentiments poétiques, Op.50 (Goldbeck, Robert) Souvenir de Weimar (Ziegfeld, Florenz) Suite for Piano and Strings, Op.7 (Reinhold, Hugo) Symphony No.2, Op.16 (Glazunov, Aleksandr) Symphony No.2, Op.42 'Océan' (Rubinstein, Anton) Symphony No.3, Op.78 (Saint-Saëns, Camille) T Tarantelle No.1, Op.4 (Wieniawski, Józef) Theme and Variations (Thiele, Ludwig) V Valse-Caprice No.1 (Tausig, Carl) Valse-Caprice No.2 (Tausig, Carl) Valse-Caprice No.3 (Tausig, Carl) Variationen über eine Sarabande von J.S. Bach, Op.24 (Reinecke, Carl) Violin Concerto No.1, Op.3 (Joachim, Joseph) W 5 Weihnachtslieder, Op.11 (Bronsart, Ingeborg) |